# نوک‌زنی انگشتان
نوک‌زنی انگشتان پا (به انگلیسی: Toe pecking)، یک رفتار ناهنجار پرندگان در اسارت، زمانی رخ می‌دهد که یک پرنده با استفاده از منقار خود انگشتان پای دیگری را نوک بزند. این رفتار در مرغ و شترمرغ گزارش شده‌است. مطالعات نشان داده‌است که مرغ‌هایی که در معرض نوک زدن انگشتان پا قرار می‌گیرند، غدد فوق کلیوی به‌طور قابل توجهی بزرگ شده‌اند که نشان‌دهندهٔ افزایش استرس فیزیولوژیک است. مرغ‌هایی که در معرض نوک زدن انگشتان پا قرار می‌گیرند زودتر از مرغ‌های شاهد از سکوی بلند خارج می‌شوند که احتمالاً نشان‌دهندهٔ ترس شدید از ارتفاع است. همچنین گزارش شده‌است که در هنگام نوک زدن انگشتان پا، رفتار افسردگی از خود نشان می‌دهند (عقب‌نشینی به گوشه قلم، نخوردن و کاهش وزن). عمل نوک زدن انگشت پا سبب زخم‌های باز می‌شود که برای ایجاد عفونت و بیماری قابل دوام هستند. در شکل شدید، نوک زدن انگشت پا را می‌توان به عنوان یک رفتار همنوع‌خواری طبقه‌بندی کرد و به عنوان عامل مرگ و میر گزارش شده‌است.